# Almindelig bredblad
Almindelig bredblad (Rhizomnium punctatum) er et almindeligt mos i Danmark på fugtige brinker, især i løvskove.